# Природный парк «Тушинский»
Приро́дный парк «Ту́шинский» — особо охраняемая природная территория в Северо-Западном административном округе Москвы.

## География
Природный парк «Тушинский» был образован в 1999 году с целью охраны природных и историко-культурных комплексов. Территория парка на 2008 год составляла 663 га. Природно-исторический парк «Тушинский» включает в себя семь территорий: Алешкинский лес, парковую зону усадьбы «Братцево», «Тушинскую чашу», долину реки Сходня вплоть до МКАД, усадьбу «Братцево», долину реки Братовка вместе с Братцевским садом, озелененный берег Бутаковского залива и Захарковский сад. Территория парка представляет собой совокупность участков, занятых лесными, луговыми, околоводными природными сообществами и нелесными древесно-кустарниковыми насаждениями.
Наиболее интересные объекты природного парка «Тушинский» — усадьба Братцево с прилегающим к ней парком и церковью, деревня Алёшкино с оставшимся от монастырского комплекса XVII века прудом, историческая трасса Санкт-Петербургского тракта, деревня Захарково, где найдено самое древнее поселение на территории Москвы.
Также в границы парка входит такой уникальный памятник природы, как Сходненская чаша (иногда её называют Тушинская чаша) — ограниченная с трёх сторон крутыми берегами долина реки Сходни, протекающей в извилистом русле. Глубина «чаши» — около 40 м.

## Биологическое разнообразие
В Алёшкинском лесу, также входящем в состав природного парка «Тушинский», растут сосны, посаженные здесь в начале XX века. Довольно много здесь берёз, дубов, встречаются осинники и сероольшаники. По западной окраине парка в живописной долине протекает река Братовка. В северо-восточной части сохранилось болото, на котором растёт клюква, а также редкие виды осок. В лесу много черники и брусники, встречаются ландыш и купальница.
В Красную книгу Москвы занесены 8 видов растений, произрастающих на территории парка: чина весенняя, ветреница лютиковая, медуница неясная, купена многоцветковая, хохлатка плотная и другие.
В лесу обитают зайцы, белки, лисицы, ласки. Среди птиц встречаются ястребы, вороны, дятлы, дрозды, синицы. Из амфибий в парке представлен обыкновенный тритон, внесенный в Красную книгу Москвы.